# Velika plaža
Velika plaža je plaža v občini Ulcinj v Črni gori. Razteza se od kanala Port Milena v Ulcinju do reke Bojane, ki jo loči od plaže Ada Bojana.